# Liste der Schulen in Berlin-Reinickendorf
Die Liste der Schulen in Berlin-Reinickendorf listet alle Schulen in dem Berliner Ortsteil Berlin-Reinickendorf des Bezirkes Reinickendorf auf.

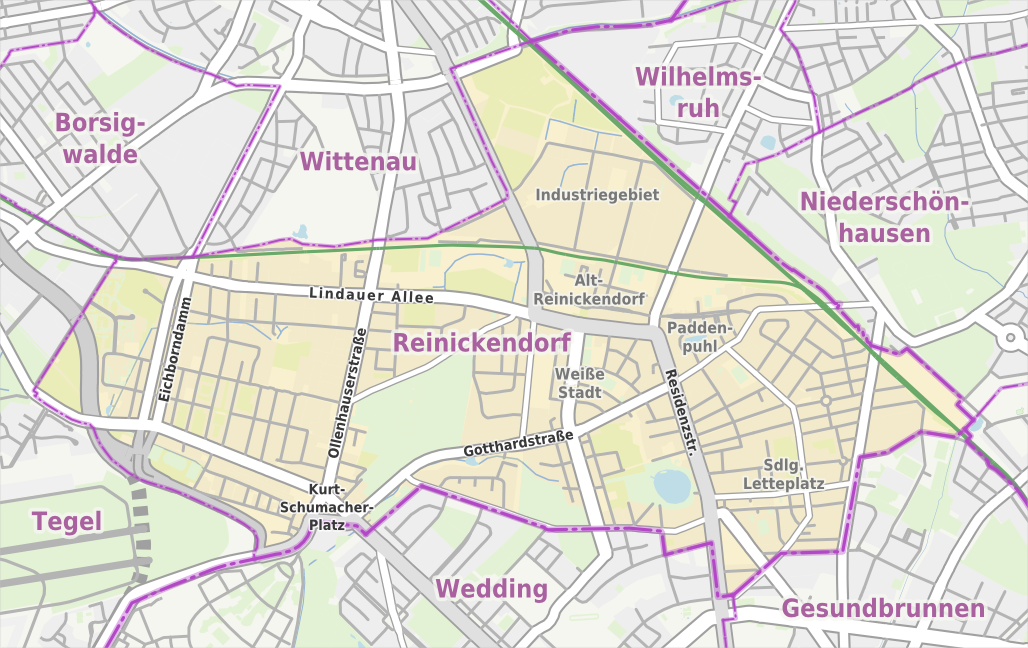
Übersichtskarte von Berlin-Reinickendorf

## Überblick
In Berlin-Reinickendorf existierten insgesamt 21 Schulen, von denen acht Grundschulen sind, drei Gymnasien, drei Integrierte Sekundarschulen und eines ein Oberstufenzentrum ist. Zwei der 21 Schulen sind anderweitige Privatschulen.

## Übersicht der Schulen in Berlin-Reinickendorf
Die nachfolgende Tabelle gibt einen Überblick über die vorhandenen Schule in Berlin-Reinickendorf sowie einige dazugehörige Informationen.
- Name/Lage: aktuelle Bezeichnung der Schule.
- Schulform: Gibt die Schulform und die Trägerschaft der Bildungseinrichtung an.
- Schulnummer: Die Schulnummer der Schule mit einem Link zu dem jeweiligen Eintrag im Schulverzeichnis.
- Geschichte: Greift die Geschichte kurz auf, falls kein Hauptartikel vorhanden ist.
- Denkmal/Eintrag: Gibt an ob es sich um ein Denkmal handelt und verlinkt wenn zutreffend den Eintrag der Denkmalliste Berlins.
- Bild: Foto des Gebäudes oder Teil des Bauensemble
- Ergänzende Informationen: weitere Anmerkungen

| Name/ Lage                                       | Schulform                                                    | Schulnummer/ Schulverzeichnis | Geschichte | Denkmal/ Eintrag | Bild | Ergänzende Informationen |
| ------------------------------------------------ | ------------------------------------------------------------ | ----------------------------- | --- | ---------------- | --- | --- |
| Max-Beckmann-Schule (Lage)                       | öffentliche Integrierte Sekundarschule                       | 12K03                         | Die Schule wurde als Gemeindeschule von Reinickendorf am 1. April 1907 gegründet. Der Schulbau in der Auguste-Viktoria-Allee begann erst am 1. März 1908 und nur acht Räume wurden je im Herbst 1908 und 1909 für den Schulbetrieb fertiggestellt. In den Jahren 1912–1914 war aufgrund hoher Schülerzahlen ein Anbau erforderlich. Das Gebäude wurde dabei in die Tiefe des Grundstücks erweitert, während die Straßenfront verhältnismäßig schmal blieb.                                                                       | Nein             | | Am 13. September 1983 bekam die Gesamtschule den Namen Max-Beckmann-Oberschule – Gesamtschule mit gymnasialer Oberstufe. Seit 2011 ist die Max-Beckmann-Oberschule eine Integrierte Sekundarschule. |
| Gustav-Freytag-Schule (Lage)                     | öffentliche Integrierte Sekundarschule                       | 12K05                         | Die Gustav-Freytag-Schule wurde in den 1950er Jahren von dem Hochbauamt unter der Leitung von Erwin Jorgas erbaut. Das Hauptgebäude wurde 1957 eröffnet. | Ja               | | Seit dem Schuljahr 2013/2014 ist die Gustav-Freytag-Schule eine Integrierte Sekundarschule mit den Jahrgangsstufen 7 bis 10. |
| Hausotter-Grundschule (Lage)                     | öffentliche Grundschule                                      | 12G06                         | 1896 begann der Bau des Backsteingebäude als Haupthaus vom Architekten Hans Krecke und dem Bauherr der Gemeinde Reinickendorf. Die Hausotter-Grundschule wurde 1897 als IV. Gemeinde-Grundschule am Hausotterplatz 4 gegründet. | Ja               | | Unter Denkmalschutz steht hier das Backsteingebäude |
| Georg-Schlesinger-Schule (Lage)                  | Berufsoberschule (OSZ Maschinen- und Fertigungstechnik)      | 12B01                         | Das Oberstufenzentrum Maschinen- und Fertigungstechnik (OSZ MFT) wurde im Juni 1982 aus der Zusammenfassung der Berufsschulen in der Grüntaler Straße (Wedding, Maschinentechnische Berufe) und in der Kurfürstenstraße (Tiergarten, Zerspanungstechnische Berufe) als Schulzentrum für Industrielle Metallberufe eröffnet. Im Jahr 2004 hat das Oberstufenzentrum Maschinen- und Fertigungstechnik den Namen „Georg-Schlesinger-Schule“ – benannt nach dem Ingenieurwissenschaftler Georg Schlesinger (1874–1949) – angenommen. | Nein             | Bild gesucht Die Wikipedia wünscht sich an dieser Stelle ein Bild vom hier behandelten Ort. Weitere Infos zum Motiv findest du vielleicht auf der Diskussionsseite . Falls du dabei helfen möchtest, erklärt die Anleitung , wie das geht. BW | Das Schulzentrum vereint unter einem Dach Berufsschule, Berufsfachschule, Fachoberschule, Berufliches Gymnasium und verschiedene Lehrgänge für die Berufsvorbereitung. Das Bildungsangebot reicht vom Hauptschulabschluss bis zum vollwertigen Abitur. Dafür steht eine Vielzahl von Bildungsgängen zur Auswahl, deren gemeinsamer Bezugspunkt der Berufsbereich Maschinen- und Fertigungstechnik im Berufsfeld Metalltechnik ist.     |
| Schulpraktisches Seminar Reinickendorf (Lage)    | Schulpraktisches Seminar                                     | 12A01                         | | Ja               | Bild gesucht Die Wikipedia wünscht sich an dieser Stelle ein Bild vom hier behandelten Ort. Weitere Infos zum Motiv findest du vielleicht auf der Diskussionsseite . Falls du dabei helfen möchtest, erklärt die Anleitung , wie das geht. BW | Befindet sich im Schulgebäude der Paul-Löbe-Schule |
| Grundschule am Schäfersee (Lage)                 | öffentliche Grundschule                                      | 12G02                         | | Nein             | | |
| Mark-Twain-Grundschule (Lage)                    | öffentliche Grundschule                                      | 12G07                         | Das Schulgebäude wurde nach den Plänen des Architekten Reinhold Reppin im Jahre 1906. | Ja               | Bild gesucht Die Wikipedia wünscht sich an dieser Stelle ein Bild vom hier behandelten Ort. Weitere Infos zum Motiv findest du vielleicht auf der Diskussionsseite . Falls du dabei helfen möchtest, erklärt die Anleitung , wie das geht. BW | Das Gebäude ist als Erweiterungsbau zu dem in den 1880er Jahren erbauten Gebäuden, welches im Krieg zerstört wurde, erbaut. |
| Georg-Schlesinger-Schule (Lage)                  | Berufliches Gymnasium (OSZ Maschinen- und Fertigungstechnik) | 12B01                         | Das Oberstufenzentrum Maschinen- und Fertigungstechnik (OSZ MFT) wurde im Juni 1982 aus der Zusammenfassung der Berufsschulen in der Grüntaler Straße (Wedding, Maschinentechnische Berufe) und in der Kurfürstenstraße (Tiergarten, Zerspanungstechnische Berufe) als Schulzentrum für Industrielle Metallberufe eröffnet. Im Jahr 2004 hat das Oberstufenzentrum Maschinen- und Fertigungstechnik den Namen „Georg-Schlesinger-Schule“ – benannt nach dem Ingenieurwissenschaftler Georg Schlesinger (1874–1949) – angenommen. | Nein             | Bild gesucht Die Wikipedia wünscht sich an dieser Stelle ein Bild vom hier behandelten Ort. Weitere Infos zum Motiv findest du vielleicht auf der Diskussionsseite . Falls du dabei helfen möchtest, erklärt die Anleitung , wie das geht. BW | Das Schulzentrum vereint unter einem Dach Berufsschule, Berufsfachschule, Fachoberschule, Berufliches Gymnasium und verschiedene Lehrgänge für die Berufsvorbereitung. Das Bildungsangebot reicht vom Hauptschulabschluss bis zum vollwertigen Abitur. Dafür steht eine Vielzahl von Bildungsgängen zur Auswahl, deren gemeinsamer Bezugspunkt der Berufsbereich Maschinen- und Fertigungstechnik im Berufsfeld Metalltechnik ist.     |
| Paul-Löbe-Schule (Lage)                          | öffentliche Integrierte Sekundarschule                       | 12K04                         | Das Schulgebäude wurde nach den Plänen des Architekten Reinhold Reppin von 1906 bis 1907 erbaut. Von 1913 bis 1914 wurde es erweitert und umgebaut. Die Turnhalle zur Walliser Straße wurde durch den Zweiten Weltkrieg zerstört. | Ja               | | Von dem Gemeindebaumeister Reppin entworfen, ersetzte diese ehemalige 1. Gemeindeschule – heute Paul-Löbe-Oberschule – die gleichzeitig abgerissene alte Dorfschule auf dem Anger. |
| Hermann-Schulz-Grundschule (Lage)                | öffentliche Grundschule                                      | 12G29                         | Das Schulgebäude wurde in den 1970er Jahren erbaut. | Nein             | Bild gesucht Die Wikipedia wünscht sich an dieser Stelle ein Bild vom hier behandelten Ort. Weitere Infos zum Motiv findest du vielleicht auf der Diskussionsseite . Falls du dabei helfen möchtest, erklärt die Anleitung , wie das geht. BW | Die Schule ist im Atrium-Stil errichtet, die verschiedenen Ebenen, die einen kleinen Innenhof umschließen, sind über zwei Treppenhäuser miteinander verbunden. |
| Reineke-Fuchs-Grundschule (Lage)                 | öffentliche Grundschule                                      | 12G30                         | Ausgangspunkt für die Planung der Schule waren schwindende Kapazitäten in der Borsigwalder Grundschule in der Auguste-Viktoria-Allee. Baubeginn war letztendlich im Jahre 1970. 1971 wurde das offizielle Richtfest gefeiert. Zum Schuljahresbeginn 1972/1973 konnten die ersten Klassen in das neue Gebäude einziehen. | Nein             | | Die Schule wurde im Jahre 1977 nach ihrem heutigen Namen benannt. Die Reineke-Fuchs-Grundschule hat ein musikalisches Schulprofil. |
| Reginhard-Grundschule (Lage)                     | öffentliche Grundschule                                      | 12G03                         | Das Schulgebäude wurde vermutlich nach den Plänen des Architekten Reinholf Reppin errichtet. Der Bau des Schule gliederte sich in zwei Bauabschnitte, 1882 und 1905. | Ja               | | An den ersten, 1882 errichteten und im Zweiten Weltkrieg zerstörten Schulbau, der für die Gemeindeentwicklung sehr wichtig war, erinnert nur noch der teilweise erhaltene, im Stil der märkischen Backsteingotik ausgeführte Turnhallenbau an der Letteallee. |
| Eventus – Fachschule für Sozialpädagogik (Lage)  | private Fachschule                                           | 01P53                         | | Nein             | Bild gesucht Die Wikipedia wünscht sich an dieser Stelle ein Bild vom hier behandelten Ort. Weitere Infos zum Motiv findest du vielleicht auf der Diskussionsseite . Falls du dabei helfen möchtest, erklärt die Anleitung , wie das geht. BW | |
| Georg-Schlesinger-Schule (Lage)                  | Berufsschule (OSZ Maschinen- und Fertigungstechnik)          | 12B01                         | Die Georg-Schlesinger-Schule wurde im Jahre 1905 gegründet. | Nein             | Bild gesucht Die Wikipedia wünscht sich an dieser Stelle ein Bild vom hier behandelten Ort. Weitere Infos zum Motiv findest du vielleicht auf der Diskussionsseite . Falls du dabei helfen möchtest, erklärt die Anleitung , wie das geht. BW | |
| Till-Eulenspiegel-Grundschule (Lage)             | öffentliche Grundschule                                      | 12G04                         | | Nein             | Bild gesucht Die Wikipedia wünscht sich an dieser Stelle ein Bild vom hier behandelten Ort. Weitere Infos zum Motiv findest du vielleicht auf der Diskussionsseite . Falls du dabei helfen möchtest, erklärt die Anleitung , wie das geht. BW | |
| Kolumbus-Grundschule (Lage)                      | öffentliche Grundschule                                      | 12G05                         | Das Hauptgebäude des Gebäudekomplexes aus vier Gebäuden wurde in den 1960er von dem Architekten Sergius Ruegenberg entworfen. Es wurde nach der Auswahl durch einen Architekturwettbewerb von 1968 bis 1970 errichtet. | Ja               | | Befindet sich im Büchsenweg 23 A 13409. Im November 2015 wurde der Gebäudekomplex um einen zweigeschossigen Neubau mit 12 Klassenräumen, in welcher hauptsächlich die 4. und 6. Jahrgänge sowie die beiden Willkommensklassen unterrichtet werden, ergänzt. |
| Georg-Schlesinger-Schule (Lage)                  | Fachoberschule (OSZ Maschinen- und Fertigungstechnik)        | 12B01                         | Die Georg-Schlesinger-Schule wurde im Jahre 1905 gegründet. | Nein             | Bild gesucht Die Wikipedia wünscht sich an dieser Stelle ein Bild vom hier behandelten Ort. Weitere Infos zum Motiv findest du vielleicht auf der Diskussionsseite . Falls du dabei helfen möchtest, erklärt die Anleitung , wie das geht. BW | Das Schulzentrum vereint unter einem Dach Berufsschule, Berufsfachschule, Fachoberschule, Berufliches Gymnasium und verschiedene Lehrgänge für die Berufsvorbereitung. Das Bildungsangebot reicht vom Hauptschulabschluss bis zum vollwertigen Abitur. Dafür steht eine Vielzahl von Bildungsgängen zur Auswahl, deren gemeinsamer Bezugspunkt der Berufsbereich Maschinen- und Fertigungstechnik im Berufsfeld Metalltechnik ist.     |
| Georg-Schlesinger-Schule (Lage)                  | Berufsfachschule (OSZ Maschinen- und Fertigungstechnik)      | 12B01                         | Das Oberstufenzentrum Maschinen- und Fertigungstechnik (OSZ MFT) wurde im Juni 1982 aus der Zusammenfassung der Berufsschulen in der Grüntaler Straße (Wedding, Maschinentechnische Berufe) und in der Kurfürstenstraße (Tiergarten, Zerspanungstechnische Berufe) als Schulzentrum für Industrielle Metallberufe eröffnet. Im Jahr 2004 hat das Oberstufenzentrum Maschinen- und Fertigungstechnik den Namen „Georg-Schlesinger-Schule“ – benannt nach dem Ingenieurwissenschaftler Georg Schlesinger (1874–1949) – angenommen. | Nein             | Bild gesucht Die Wikipedia wünscht sich an dieser Stelle ein Bild vom hier behandelten Ort. Weitere Infos zum Motiv findest du vielleicht auf der Diskussionsseite . Falls du dabei helfen möchtest, erklärt die Anleitung , wie das geht. BW | Das Schulzentrum vereint unter einem Dach Berufsschule, Berufsfachschule, Fachoberschule, Berufliches Gymnasium und verschiedene Lehrgänge für die Berufsvorbereitung. Das Bildungsangebot reicht vom Hauptschulabschluss bis zum vollwertigen Abitur. Dafür steht eine Vielzahl von Bildungsgängen zur Auswahl, deren gemeinsamer Bezugspunkt der Berufsbereich Maschinen- und Fertigungstechnik im Berufsfeld Metalltechnik ist.     |
| Friedrich-Engels-Gymnasium (Lage)                | öffentliches Gymnasium                                       | 12Y01                         | Das Hauptgebäude wurde im Jahr 1905 in der Form der Neo-Renaissance fertiggestellt. Bei der Gründung am 6. April 1905 erhielt die Schule den Namen Höhere Gemeinde-Knabenschule, 1911 erfolgte ihre Anerkennung als Reform-Realgymnasium. | Ja               | | Das „Aufnahmebuch“ des Reinickendorfer Realgymnasiums mit weit über 3000 Einträgen seit Gründung der Schule im April 1905. |
| Europäisches Gymnasium Bertha-von-Suttner (Lage) | öffentliches Gymnasium                                       | 12Y02                         | Die Schule wurde am 22. April 1908 von Vertretern der Bürgerschaft der damaligen Dorfgemeinde Reinickendorf auf privater Basis als „Höhere Schule für Mädchen“ gegründet. 1913 übernahm sie der preußische Staat als offizielles „Lyceum Reinickendorf“ für die Klassen 1 bis 10. Die Schule hatte zunächst kein eigenes Gebäude, sondern war während des Ersten Weltkriegs und der Weimarer Republik in den Gebäuden anderer Schulen untergebracht.                                                                             | Nein             | | Der im Oktober 2011 neu verliehene Name Europäisches Gymnasium Bertha von Suttner soll zum Ausdruck bringen, dass die Schule das Projekt der europäischen Einigung positiv begleiten möchte. Diese europäische und internationale Orientierung schlägt sich auch in den 13 Schulen in Europa, Kanada sowie den USA nieder, mit denen das Gymnasium Partnerschaften pflegt. Außerdem macht die Schule verschiedene bilinguale Angebote. |
| Berufsfachschule für Altenpflege (Lage)          | private Berufsfachschule                                     | 12P21                         | | Nein             | Bild gesucht Die Wikipedia wünscht sich an dieser Stelle ein Bild vom hier behandelten Ort. Weitere Infos zum Motiv findest du vielleicht auf der Diskussionsseite . Falls du dabei helfen möchtest, erklärt die Anleitung , wie das geht. BW | |